# Старый Мокрец
Ста́рый Мокре́ц (бел. Стары Макрэц) — деревня в Малейковском сельсовете Брагинского района Гомельской области Беларуси.

## География

### Расположение
В 12 км на восток от Брагина, 40 км от железнодорожной станции Хойники (на ветке Василевичи — Хойники от линии Калинковичи — Гомель), 125 км от Гомеля.

## Транспортная сеть
Транспортные связи по просёлочной, затем автомобильной дороге Брагин-Лоев.
Планировка состоит из прямолинейной улицы меридиональной ориентации. Жилые дома деревянные усадебного типа.

## История
Обнаруженное археологами городище (в 400 м от деревни, на возвышенности среди болот) свидетельствует про заселение здешних мест с давних времён. По письменным источникам известна с XIX века как деревня в Речицком повете Минской губернии. В 1908 году в Ручеёвской волости.
В 1929 году организован колхоз «Страна Советов», работали 2 ветряные мельницы (с 1904 и 1907 г.), 2 кузницы и шерстечесальня. Во время Великой Отечественной войны в мае 1943 года фашисты полностью сожгли деревню и убили 16 жителей. В 1959 году в составе колхоза «Победитель» (центр — деревня Малейки), находился фельдшерско-акушерский пункт.

## Население

### Численность
- 2004 год — 7 хозяйств, 10 жителей.

### Динамика
- 1850 год — 17 дворов.
- 1897 год — 33 двора, 190 жителей (согласно переписи).
- 1908 год — 39 дворов, 251 житель.
- 1930 год — 36 дворов, 217 жителей.
- 1940 год — 57 дворов.
- 1959 год — 275 жителей (согласно переписи).
- 2004 год — 7 хозяйств, 10 жителей.

## Достопримечательность
- Городище периода раннего железного века I –е тыс. до н.э.